# باشکی
باشکی (به لهستانی:  Baszki) یک روستا در لهستان است که در گمینا نگمتسه واقع شده‌است.گفتنی است که بخشی از نژاد و طایفه باشوکی ( باشکی) از لهستان به ایران و استان کردستان(بیجار) کوچ کرده اند. هم اکنون روستایی به نام باشوکی در کردستان نیز موجود است؛ البته این طایفه نیز در ایران پراکنده شدند و به تهران هم کوچ کردند. 